# 痹兵鯰
痹兵鯰（学名：Corydoras narcissus），為辐鳍鱼纲鲇形目美鯰科兵鯰屬的一種，為熱帶淡水魚。分布於南美洲Purus河流域，體長可達6.5公分，棲息在底層水域，生活習性不明。

## 扩展阅读
維基物種上的相關：痹兵鯰